# مهدي بوكامير
مهدي بوكامير (29 يوليو 1999) هو لاعب كرة قدم مغربي، يلعب في مركز قلب الدفاع لفريق شارلروا. ولد في بلجيكا، ويمثل المغرب على المستوى الدولي للشباب.

## حياة مهنية
وقع أول عقد احترافي له مع شارلروا في 6 فبراير 2021، بدأ التدريب مع الفريق الاحتياطي في بداية موسم 2022–23. وظهر لأول مرة مع فريق شارلروا الأول في دوري الدرجة الأولى البلجيكي ضد سيركل بروج في 21 أكتوبر 2022، في 13 فبراير 2023، مدد عقده الاحترافي مع شارلروا حتى عام 2025.

## مهنة دولية
ولد بوكمير في بلجيكا، ووالداه مغربيان. استدعي إلى المعسكر التدريبي لمنتخب المغرب تحت 17 سنة في أكتوبر 2020،
في يونيو 2023، كان ضمن التشكيلة النهائية للمنتخب الوطني تحت 23 سنة لبطولة كأس الأمم الأفريقية تحت 23 سنة 2023، التي استضافته المملكة المغربية، عندما فازوا أسود الأطلس بلقبهم الأول وتأهل لدورة الألعاب الأولمبية الصيفية 2024. 

## الانجازات
المغرب تحت 23
- كأس الأمم الإفريقية : 2023[12]
- برونزية كرة القدم الأولمبية : 2024[13]

## روابط خارجية
- مهدي بوكمير على موقع قاعدة بيانات كرة القدم.إي يو (الإنجليزية)
- مهدي بوكمير على موقع Soccerway.com (الإنجليزية)
- مهدي بوكمير على موقع عالم كرة القدم.نت (الإنجليزية)